# Schismatogobius vitiensis
Schismatogobius vitiensis és una espècie de peix de la família dels gòbids i de l'ordre dels perciformes.

## Morfologia
- Els mascles poden assolir 4,1 cm de longitud total.[4]

## Hàbitat
És un peix d'aigua dolça, de clima tropical (23 °C-26 °C) i demersal.

## Distribució geogràfica
Es troba a Oceania: Fiji.

## Observacions
És inofensiu per als humans.